# Charles Coote (1er comte de Bellomont)
Charles Coote, 1er comte de Bellomont (6 avril 1738 - 20 octobre 1800) est un pair irlandais,. Il occupe le poste politique de maître de poste en Irlande.

## Biographie
Il est le fils de Charles Coote, député (1695-1750) et de Prudence Geering, de Cootehill, comté de Cavan, né le 6 avril 1738 et baptisé six jours plus tard,.
Il est blessé lors d'un duel avec le marquis Townshend le 2 février 1773.
Il est le représentant de la circonscription de Cavan County (en) à la Chambre des communes irlandaise de 1761 à 1766.
Il épouse Emily Maria Margaret FitzGerald, fille de James FitzGerald (1er duc de Leinster) et Emily Lennox, à Blackrock le 20 août 1774. Le couple a cinq enfants: un fils, Charles, décédé en 1786, et quatre filles, Mary, Prudentia, Emily et Louisa.
Entre 1789 et 1797, il est l'un des maîtres de poste généraux d'Irlande aux côtés de Charles Loftus (1er marquis d'Ely).